# Potrero Zactipán
Potrero Zactipán är en ort i Mexiko.   Den ligger i kommunen Jaltocán och delstaten Hidalgo, i den sydöstra delen av landet, 200 km norr om huvudstaden Mexico City. Potrero Zactipán ligger 131 meter över havet och antalet invånare är 110.
Terrängen runt Potrero Zactipán är kuperad åt sydost, men åt nordväst är den platt. Runt Potrero Zactipán är det ganska tätbefolkat, med 248 invånare per kvadratkilometer. Närmaste större samhälle är Huejutla de Reyes, 11,3 km öster om Potrero Zactipán. Omgivningarna runt Potrero Zactipán är en mosaik av jordbruksmark och naturlig växtlighet.